# チャールズ・ゴードン＝レノックス (第8代リッチモンド公爵)

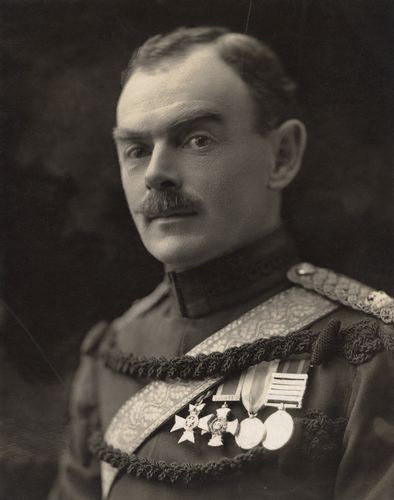
第9代リッチモンド公爵

第8代リッチモンド公爵チャールズ・ヘンリー・ゴードン＝レノックス（英語: Charles Henry Gordon-Lennox, 8th Duke of Richmond,DSO MVO、1870年12月30日 - 1935年5月7日）はイギリスの貴族、政治家。
出生から1903年にかけてはセトリントン卿を、1903年から自身が爵位を継承する1928年にかけてはマーチ伯爵をそれぞれ儀礼称号として用いた。

## 生涯

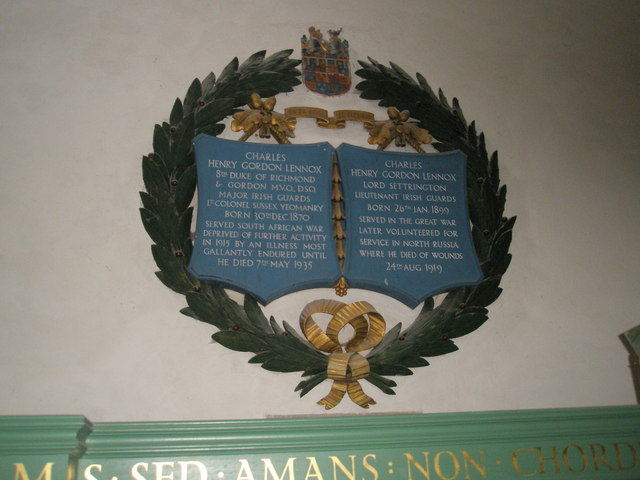
教会ボクスグラヴ・プライオリにある8代公とその息子のメモリアル。

マーチ伯爵チャールズ・ゴードン＝レノックス(第7代リッチモンド公爵)と前妻エイミー・メアリー・リッカード（Amy Mary Ricardo、1848年10月10日 - 1879年8月23日）との長男として誕生した。イートン校に学んだのち、オックスフォード大学、クライストチャーチ・カレッジに進学した。1895年から1898年にかけてマリ統監を務めた。
1899年から翌年にかけてボーア戦争に従軍、同年12月には次席参謀の地位を得た。同戦争中の1900年には在南アフリカ陸軍総司令官たるフレデリック・ロバーツ将軍付副官に任じられた。同年には殊功勲章を受勲したのち、1905年にはロイヤル・ヴィクトリア勲章を叙されている。第一次世界大戦直前の1914年7月8日にサセックス・ヨーマン連隊付中佐に昇進している。
1928年に父よりリッチモンド公爵を含む9つの爵位を継承したのち、1935年に64歳で死去した。長男は夭折、次男は第一次世界大戦で戦死していたため、爵位は三男フレデリックが相続した。

## 家族
1893年6月8日にヒルダ・メイドライン・ブラッシー（Hilda Madeline Brassey、庶民院議員ヘンリー・ブラッシーの娘）と結婚して、3男2女をもうけた。
- エミー・グウェンドリン・ゴードン＝レノックス（1894年5月5日 - 1975年4月27日）第3代準男爵サー・ジェームズ・コーツと結婚、子供あり。
- チャールズ・ヘンリー・ゴードン＝レノックス（1895年8月15日 - 1895年9月5日）
- ドリス・ヒルダ・ゴードン＝レノックス（1896年9月6日 - 1980年2月5日）
- チャールズ・ヘンリー・ゴードン＝レノックス（1899年1月26日 - 1919年8月24日）セトリントン卿(儀礼称号)を称した。第一次世界大戦で戦死。
- フレデリック・チャールズ・ゴードン＝レノックス（1904年2月5日 - 1989年11月2日）第9代リッチモンド公爵